# Credo quia absurdum
Credo quia absurdum es una frase latina que significa "Creo porque es absurdo".
Es una paráfrasis de una sentencia en la obra del apologeta del siglo II Tertuliano en De Carne Christi, "prorsus est credibile, quia ineptum est", que se puede traducir por: "se cree precisamente, porque es absurdo", según la cual, los dogmas de la religión cristiana deben apoyarse con una convicción tanto mayor cuanto menos racionalmente comprensibles sean, por la razón de que no habrían sido inventados si fueran realmente tan increíbles para la mente humana.
Esta frase, sin embargo, fue formulada de manera algo diferente en un contexto en defensa de los principios del cristianismo contra el docetismo: 
Crucifixus est Dei Filius, non pudet, quia pudendum est;
et mortuus est Dei Filius, prorsus credibile est, quia ineptum est;
et sepultus resurrexit, certum est, quia impossibile.
— (De Carne Christi V, 4)
que puede traducirse como:
"El Hijo de Dios fue crucificado, no hay vergüenza, porque es vergonzoso;
Y el Hijo de Dios murió, es por eso por lo que se cree, porque es absurdo;
Y sepultado y resucitado, es cierto porque es imposible."
La frase a veces se asocia con la doctrina del fideísmo, es decir, "un sistema de filosofía o actitud mental, que niega el poder de la razón humana sin ayuda para llegar a alcanzar la certeza, afirmando que el acto fundamental del conocimiento humano consta de un acto de fe y el criterio supremo de la certeza es la autoridad."
San Agustín utiliza una fórmula parecida, credo ut intelligam, traducida por "creo para entender".
En estos casos, la idea que se defiende es que lo que se supone que va a ser admitido aquí no está dentro del alcance de la razón humana y, en estas condiciones, la fe es el único recurso posible.
También se ha utilizado, aunque a menudo con diferentes interpretaciones, por algunos existencialistas. Kierkegaard en su obra de 1843, Temor y temblor argumentó que la fe era una paradoja, un escándalo.